# Minor
Un minor es una especialización académica menor o secundaria dentro de los estudios universitarios de pregrado, además del major o área de estudio principal. Los minors menores son más frecuentes en los Estados Unidos y, en menor medida, en otros países de habla inglesa. Las universidades estadounidenses establecen un marco de materias requeridas para que el estudiante pueda obtener el minor. Los minors y majors difieren en que las primeras están subordinadas a las segundas: se requieren menos cursos para completar una especialización minor que una programa major. Asimismo, un programa minor suele ser opcional, y un estudiante de pregrado no tiene que seleccionar una.
Por ejemplo, un estudiante que curse «Bachelor of Science in Biology» (equivalente a licenciatura en Biología) tiene el campo de estudio Biology como major. Sin embargo, si cursa «Bachelor of Science in Biology with minor in Chemistry» (vale decir, con mención o especialización en Química), tiene como major el programa académico de Biology, y como minor la Chemistry.
En algunos casos, los estudiantes pueden prepararse para su carrera profesional con un major, mientras persiguen sus intereses personales con un minor. Por ejemplo, seguir un major en Ingeniería civil y cursar un minor en lenguas extranjeras o artes escénicas. Otros estudiantes pueden cursar un minor para obtener una especialización específica y, por lo tanto, hacerse más valiosos para los empleadores. No es raro que un estudiante de Física tenga un minor en Informática, o que un estudiante de Ingeniería o Economía posea un minor en matemáticas. Los estudiantes que aspiran a ser profesores de educación secundaria a menudo se especializan en su área de docencia (por ejemplo, Historia o Química) y cursan un minor en Educación.